# Sant Marçau de Sauset
Saint-Marcel-lès-Sauzet és un municipi francès situat al departament de la Droma i a la regió d'Alvèrnia-Roine-Alps. L'any 2007 tenia 1.130 habitants.

## Demografia

### Població
El 2007 la població de fet de Saint-Marcel-lès-Sauzet era de 1.130 persones. Hi havia 425 famílies de les quals 85 eren unipersonals (20 homes vivint sols i 65 dones vivint soles), 142 parelles sense fills, 170 parelles amb fills i 28 famílies monoparentals amb fills.
La població ha evolucionat segons el següent gràfic:
Habitants censats

### Habitatges
El 2007 hi havia 473 habitatges, 438 eren l'habitatge principal de la família, 25 eren segones residències i 9 estaven desocupats. 427 eren cases i 44 eren apartaments. Dels 438 habitatges principals, 363 estaven ocupats pels seus propietaris, 65 estaven llogats i ocupats pels llogaters i 10 estaven cedits a títol gratuït; 4 tenien una cambra, 11 en tenien dues, 42 en tenien tres, 122 en tenien quatre i 259 en tenien cinc o més. 335 habitatges disposaven pel capbaix d'una plaça de pàrquing. A 174 habitatges hi havia un automòbil i a 246 n'hi havia dos o més.

### Piràmide de població
La piràmide de població per edats i sexe el 2009 era:
| Homes | Edats   | Dones |
| ----- | ------- | ----- |
| 0     | 95 o +  | 4     |
| 0     | 90 a 94 | 0     |
| 4     | 85 a 89 | 0     |
| 4     | 80 a 84 | 4     |
| 8     | 75 a 79 | 16    |
| 4     | 70 a 74 | 16    |
| 28    | 65 a 69 | 36    |
| 36    | 60 a 64 | 24    |
| 32    | 55 a 59 | 28    |
| 44    | 50 a 54 | 68    |
| 48    | 45 a 49 | 32    |
| 48    | 40 a 44 | 48    |
| 36    | 35 a 39 | 36    |
| 44    | 30 a 34 | 32    |
| 40    | 25 a 29 | 36    |
| 24    | 20 a 24 | 12    |
| 48    | 15 a 19 | 40    |
| 48    | 10 a 14 | 44    |
| 40    | 5 a 9   | 36    |
| 52    | 0 a 4   | 24    |

## Economia
El 2007 la població en edat de treballar era de 737 persones, 510 eren actives i 227 eren inactives. De les 510 persones actives 457 estaven ocupades (261 homes i 196 dones) i 52 estaven aturades (18 homes i 34 dones). De les 227 persones inactives 73 estaven jubilades, 69 estaven estudiant i 85 estaven classificades com a «altres inactius».

### Ingressos
El 2009 a Saint-Marcel-lès-Sauzet hi havia 434 unitats fiscals que integraven 1.128 persones, la mediana anual d'ingressos fiscals per persona era de 19.259,5 €.

### Activitats econòmiques
Dels 45 establiments que hi havia el 2007, 1 era d'una empresa extractiva, 1 d'una empresa alimentària, 13 d'empreses de construcció, 5 d'empreses de comerç i reparació d'automòbils, 1 d'una empresa d'hostatgeria i restauració, 1 d'una empresa financera, 2 d'empreses immobiliàries, 9 d'empreses de serveis, 7 d'entitats de l'administració pública i 5 d'empreses classificades com a «altres activitats de serveis».
Dels 17 establiments de servei als particulars que hi havia el 2009, 1 era una autoescola, 3 paletes, 4 guixaires pintors, 1 fusteria, 2 electricistes, 1 empresa de construcció, 3 perruqueries, 1 restaurant i 1 agència immobiliària.
Dels 2 establiments comercials que hi havia el 2009, 1 era una fleca i 1 una botiga d'equipament de la llar.
L'any 2000 a Saint-Marcel-lès-Sauzet hi havia 7 explotacions agrícoles que ocupaven un total de 72 hectàrees.

## Equipaments sanitaris i escolars
El 2009 hi havia una escola elemental.

## Poblacions més properes
El següent diagrama mostra les poblacions més properes.